# Suor (livro)
Suor é o terceiro livro do escritor brasileiro Jorge Amado, publicado no ano de 1934. De inspiração socialista, a obra mostra o cotidiano dos moradores de um prédio, localizado na ladeira do Pelourinho. Imersos na lógica do lucro e subjugados pelo sistema capitalista, as condições de exploração e a falta de direitos dos trabalhadores são mostrados de forma explícita, refletindo-se nos salários que ganham, na parca alimentação e nas habitações em péssimas condições de higiene. A temática da obra lembra O Cortiço, de Aluízio Azevedo.

## Enredo
“Os ratos passaram, sem nenhum sinal de medo, entre os homens que estavam parados ao pé da escada escura. Era escura assim de dia e de noite e subia pelo prédio como um cipó que crescesse no interior do tronco de uma árvore. Havia um cheiro de quarto de defunto, um cheiro de roupa suja, que os homens não sentiam. Também não ligavam aos ratos que subiam e desciam, apostando carreira, desaparecendo na escuridão.(...)”

— Suor
O livro não possui uma única história que se desenvolve por toda a obra; ao contrário, reúne várias narrativas curtas, organizadas por pequenos temas, que dão conta de diversas atividades dos moradores do prédio 68, da Ladeira do Pelourinho, onde 116 quartos abrigam mais de 600 pessoas. Entretanto, uma história parece entremear todas as outras narrativas: a tomada de consciência dos habitantes do cortiço sobre a situação em que vivem, em especial a conscientização da menina Linda.
Linda é sustentada pela madrinha Dona Risoleta. Moram num dos quartos no sótão do 68 e têm contato com vários vizinhos. A menina não trabalha; é criada com mimos e passa seu tempo lendo romances. O sonho de Risoleta é que ela venha a casar-se com um homem rico.
Seguem-se vários relatos em que se narram as aventuras sexuais dos moradores do 68 e as formas utilizadas para conseguirem sexo, desde pagar prostitutas até apelar para os dois pederastas manifestos do prédio. Episódios retratam como a infância (em uma precocidade muito grande) se porta, e o quanto todos se divertem com os filmes americanos de faroeste.
As narrativas sobre a religião demonstram o pensamento religioso do grupo, em que há quem se dedique a repassar correntes que lhes são entregues, se sinta tentado a ajudar a igreja ou tema os trabalhos de macumba. Em meio a toda esta confusão, um sapateiro espanhol, anarquista confesso, espalha suas ideias pelos moradores do prédio.
Uma crise aparece (provavelmente refere-se à crise de 1929) e, na mesma época, dona Risoleta fica entrevada e não pode mais trabalhar. Linda, já influenciada por ideias de esquerda, começa a procurar trabalho e acaba juntando-se a um propagandista e a Artur, um aleijado sem os dois braços para fazer propagandas teatrais pela cidade.
A chegada de diversos imigrantes da cidade, em busca de riqueza no sudeste, é mais um episódio digno de nota. Os nordestinos alugam o pátio do cortiço com o pouco dinheiro que têm e dormem por lá por três dias, para desgosto das lavadeiras, que precisavam do espaço para botar as roupas a secar. Entretanto, a animação dos retirantes alegra o local, embora ninguém espere que elas consigam algo de bom em sua jornada.
O trecho da obra que marca a tomada de consciência dos moradores é o momento em que dois trabalhadores da vigilância sanitária vão checar o banheiro do sótão, no qual haviam anteriormente pregado um aviso de que a existência de foco de mosquitos na privada incorreria em multa. O dono do prédio, seu Samara, se recusa a pagar, e junta-se aos vigilantes e a um médico para coagirem os moradores a dividir a multa entre si. A revolta de todos, que culmina em fazer Samara assumir a dívida, cria uma solidariedade intensa entre os moradores e dá-lhes a consciência de que juntos podem barrar a opressão de que são vítimas.
Posteriormente, Isaac, Álvaro Lima, Henrique e outros preparam-se para organizar uma greve, que é frustrada antes de acontecer. Os princiáis nomes são presos; mas toda a população do cortiço sai às ruas para protestarem contra a prisão dos envolvidos.
O livro termina narrando o fim de uma menina de vestido azul, que aparecia durante toda a história sem dar nenhuma contribuição significativa: ela iria casar-se com um homem rico.

## Personagens
Vermelho, o dos dentes de fora, Chico e Henrique são negros e trabalhadores braçais. Henrique é o mais presente na narrativa.
Dona Risoleta é a madrinha de Linda, que sonha que ela se case com um homem rico. Trabalha intensamente como costureira para dar boas condições à afilhada, até que uma moléstia a deixa de cama.
Linda é uma menina singela e que, inicialmente, passa os dias sem trabalhar e a apenas ler. Ao longo do livro, começa a tomar consciência de sua situação e entra em contato com a ideologia socialista, a qual assume para si.
O Sapateiro espanhol é o primeiro que traz ideias de esquerda para a população do 68. É preso porque apedreja a tela do cinema ao assistir um filme americano criticando a revolução russa.
Toufik é um árabe que mora com a mãe e higieniza-se parcamente.
Cabaça é o mendigo que dorme à soleira do 68. Levado a pedir esmolas por um ferimento no pé, é levado para o hospital pela assistência em virtude do agravamento da mesma. Cabaça criava um rato muito gordo, e comprava para ele um acarajé todos os dias da tia negra que trabalhava perto do prédio.
Sebastiana é uma personagem surda-muda e enlouquecida, que morre de alegrias pelas desgraças alheias. Ri descontroladamente ao escutar a tosse da tuberculosa ou ao saber dos problemas de alguém.
Artur trabalhava em uma fábrica, onde perdeu um braço de cada vez e foi posteriormente demitido. Aliou-se ao propagandista para vender produtos na rua.
Álvaro Lima é um operário esquerdista, presente na organização da greve e da manifestação. É morto no final do livro.
Fernández é o dono do boteco próximo o 68.

## O autor e a obra
Jorge Amado morou em 1928, aos 16 anos, em um pequeno cômodo nos sobrados coloniais do Pelourinho. Boa parte das descrições e dos relatos presentes em Suor são derivados de experiências pessoais do autor, vividas nessa época de sua vida. Graciliano Ramos assim se refere a esse fato:
“Em Suor há um personagem de carne e osso muito mais importante que os outros; é Jorge Amado, que morou na ladeira do Pelourinho 68 e lá conheceu Maria Cabussu e todos aqueles seres estragados que lhe forneceram material para um excelente romance”
(Graciliano Ramos – artigo publicado em 1935, na Fôlha de Minas, de Belo Horizonte) - transcrito na sinopse do livro.
Em 1937, em Salvador, vários exemplares do livro foram queimados em praça pública, junto com outras obras de Jorge Amado, por determinação da polícia do Estado Novo.